# Pferdeleder
Pferdeleder wird traditionell für Schuhe und Bekleidung verwendet und als Glattleder verarbeitet. In einem speziellen Verfahren erzeugtes Cordovan-Leder wird vor allem für hochpreisige Schuhe verwendet. In seiner ursprünglichen Bedeutung war Cordovan der Name für feines Ziegenleder aus Córdoba, Spanien. Seit den 1980er Jahren ist es der Name für Pferdeleder. Von einem Pferd können nur zwei, etwa DIN-A4 große Flächen der Rückenhaut für Cordovan-Leder verwendet werden, was für etwa ein paar Herrenschuhe ausreicht. Im Gegensatz zu anderen Ledern wird die Narbenseite nach innen gerichtet.